# Skräddare (insekt)
Skräddare (Gerridae) är en familj av vattenlevande insekter som lever på vattenytan i olika sorters vattendrag, från små pölar och bäckar till stora sjöar och hav. Detta kan de göra på grund av att det andra och tredje benparet är förlängda och har vattenavstötande hår. På så vis bärs insekterna av vattnets ytspänning. De ror med det andra benparet och styr med det tredje. Genom vibrationen som uppstår på vattenytan när en insekt ramlar ner eller rör sig kan de upptäcka bytesdjur. Det första benparet som är kortare än de andra används för att hålla fast bytet medan skräddaren använder sin sugsnabel (del av munnen) för att suga ut innanmätet av bytesdjuret. Fullvuxna individer i kyligare klimat övervintrar i olika sorters markmiljöer, till exempel mossa, varpå de vaknar på våren för att para sig när förhållandena är gynnsamma. Denna övervintrande generation dör sedan kort efter reproduktion medan en eller flera sommargenerationer kläcks och lever vidare. När hösten kommer, då temperaturen sjunker och dagarna blir kortare, förbereder sig skräddarna inför övervintring genom att lagra fett i form av triglycerider.

## Klassificering
Enligt Catalogue of Life ingår skräddare i överfamiljen Gerroidea, ordningen halvvingar, klassen egentliga insekter, fylumet leddjur, och riket djur, men enligt Dyntaxa är tillhörigheten istället ordningen halvvingar, klassen egentliga insekter, fylumet leddjur, och riket djur. Enligt Catalogue of Life omfattar familjen Gerridae 53 arter. Det förekommer tio arter i Sverige.

## Habitat
De flesta skräddare lever i stillastående sötvatten, men vissa återfinns i svagt rinnande vatten. Undantaget är de så kallade havslöparna (släktet Halobates), som lever på havsytan och har påträffats hundratals mil från land. I Sverige hittar man de olika skräddararterna i olika men ofta överlappande habitat. Aquarius najas (strömskräddare) föredrar strömmande vatten medan dess närmsta släkting, Limnoporus rufoscutellatus (brun sammetsskräddare) främst hittas i små temporära vattendrag såsom vattenfyllda diken. Gerris lacustris är en av de vanligast förekommande arterna i Sverige och kan påträffas i en mängd olika habitat, t.ex. strömmande åar eller temporära pölar.

## Vingpolymorfism
Vissa skräddararter har förmågan att utveckla vingar som möjliggör spridning över långa distanser. Bland vuxna individer av samma art kan både kortvingade och långvingade exemplar förekomma. I och med att individer av samma art kan utveckla olika fenotyper kallar man detta för en polymorfism. En individ utvecklas till den ena eller andra fenotypen (morfen) beroende på vilken miljö den lever i, detta är ett exempel på fenotypisk plasticitet. Temperatur, dagslängd och nymftäthet tros bidra till vilken morf en individ utvecklas till, men de specifika sambanden är ännu inte helt kända. 
En del arter verkar ha förlorat förmågan att alternera vingmorf genom att känna av sin omgivning; alla individer utvecklas till en och samma morf. Till exempel hittas L. rufoscutellatus alltid som långvingad i naturen, medan A. najas näst intill alltid hittas helt utan vingar och därmed inte kan förflytta sig annat än genom att krypa på marken, något skräddare är väldigt dåliga på att göra.

## Arter i Sverige
- Aquarius najas
- Aquarius paludum
- Knölskräddare (Gerris gibbifer)
- Gerris argentatus
- Allmän skräddare (Gerris lacustris)
- Gerris lateralis
- Gerris odontogaster
- Gerris sphagnetorum
- Gerris thoracicus
- Limnoporus rufoscutellatus

## KladogramenligtCatalogue of Life[1]ochDyntaxa[4]
| skräddare | \| \| Aquarius \| \| \| \| \| \| Gerris \| \| \| \| \| \| Halobates \| \| \| \| \| \| Limnogonus \| \| \| \| \| \| Limnoporus \| \| \| \| \| \| Metrobates \| \| \| \| \| \| Neogerris \| \| \| \| \| \| Rheumatobates \| \| \| \| \| \| Trepobates \| \| \| \| |
|           | \| \| Aquarius \| \| \| \| \| \| Gerris \| \| \| \| \| \| Halobates \| \| \| \| \| \| Limnogonus \| \| \| \| \| \| Limnoporus \| \| \| \| \| \| Metrobates \| \| \| \| \| \| Neogerris \| \| \| \| \| \| Rheumatobates \| \| \| \| \| \| Trepobates \| \| \| \| |
|           | Hermatobatidae |
|           | |
|           | vattenlöpare |
|           | |
|           | Aquarius |
|           | |
|           | Gerris |
|           | |
|           | Halobates |
|           | |
|           | Limnogonus |
|           | |
|           | Limnoporus |
|           | |
|           | Metrobates |
|           | |
|           | Neogerris |
|           | |
|           | Rheumatobates |
|           | |
|           | Trepobates |
|           | |

|  | Aquarius      |
|  |               |
|  | Gerris        |
|  |               |
|  | Halobates     |
|  |               |
|  | Limnogonus    |
|  |               |
|  | Limnoporus    |
|  |               |
|  | Metrobates    |
|  |               |
|  | Neogerris     |
|  |               |
|  | Rheumatobates |
|  |               |
|  | Trepobates    |
|  |               |